# Sherlock-Holmes-Pastiches
Sherlock-Holmes-Pastiches sind Pastiches im Sinne von Fortsetzungen und Ergänzungen zur Sherlock-Holmes-Serie von Arthur Conan Doyle durch andere Autoren.

## Allgemeines
In seinen „Erinnerungen“ erwähnt Watson weitere Abenteuer des berühmten Detektivs, die er noch nicht zu Papier gebracht habe. Diese Bemerkungen sind Grundlage einiger Pastiches, die sich um Sherlock Holmes bildeten. Viele der Nachschöpfungen werden als Watsons verlorengegangene und plötzlich, meist durch Zufälle, wiedergefundene Geschichten präsentiert.
In frei erdachten Pastiches begegnen Holmes und Watson mitunter anderen literarischen Figuren, beispielsweise dem Meisterdieb A. J. Raffles, Professor Challenger oder dem Vampir Dracula in einer Pastiche von Loren D. Estleman, oder auch realen Personen ihrer Zeit, von Königin Victoria, George Bernard Shaw, Oscar Wilde, Bram Stoker über Sigmund Freud bis Albert Einstein. Holmes löst dabei sowohl echte Kriminalfälle, wie die Jack-the-Ripper-Morde, als auch Fälle, die die Fantasiewelten anderer Autoren wie H. G. Wells (die Invasion der Marsianer in Der Krieg der Welten) oder Das Phantom der Oper berühren.
Bis 1981, als 50 Jahre nach dem Tod von A. C. Doyle nach damaligem englischen Urheberrecht das literarische Werk Doyles und damit die Figur des Sherlock Holmes Allgemeingut wurden, hatten Doyle und seine Erben den Urheberrechtsschutz an den Figuren und ihren Namen. Daher mussten andere Autoren, soweit sie keine ausdrückliche Genehmigung erhielten, Umschreibungen benutzen. Maurice Leblanc, der in zwei seiner Romane Sherlock Holmes gegen seine eigene Schöpfung, den Meisterdieb Arsène Lupin, antreten lässt, nennt ihn „Herlock Sholmes“ und seinen Gefährten „Dr. Wilson“. In den drei Romanen von Henry Fitzgerald Heard, die zu der Zeit spielen, als sich der Ruheständler Holmes in Sussex der Imkerei widmet, heißt der nach dem Vornamen seines Bruders „Mr. Mycroft“.
Oft ist die Erwähnung der Namen nicht nötig; es reicht eine Personenbeschreibung, um Doyles Charaktere kenntlich zu machen (siehe beispielsweise Poul Andersons Chroniken der Zeitpatrouille: „der [Privatdetektiv] sei schlank und groß, habe ein Adlergesicht und werde von einem kräftigen Burschen mit Schnauzbart und Hinkefuß begleitet, der ein Famulus zu sein scheine“.) Auch Zitate aus den Originalgeschichten oder Holmes-typische Aussprüche können auf die Vorlage verweisen. So kommt beispielsweise der berühmte, oft kolportierte Satz: “Elementary, my dear Watson.” in dieser Form in Doyles Hauptwerken nicht vor, sondern geht auf das erste Sherlock-Holmes-Bühnenstück Sherlock Holmes: A Drama in Four Acts, das Doyle zusammen mit dem Schauspieler William Gillette verfasste. Dort heißt es: „Oh, this is elementary, my dear Watson“. Im ersten Tonfilm zu der Reihe The Return of Sherlock Holmes (dt. Die Wiederkehr des Sherlock Holmes) von 1929 wurde der Ausspruch auf die heute bekannte Version verkürzt.
Die zahlreichen Nachschöpfungen, darunter Pastiches durch bekannte Autoren wie Mark Twain, Stephen King, Neil Gaiman, Ellery Queen, Nicholas Meyer, Jörg Kastner, Maurice Leblanc, Laurie R. King, Philip José Farmer, R. A. Stemmle oder Isaac Asimov, lassen sich in verschiedene Kategorien einteilen.

## Pastiches

### Das erste Sherlock-Holmes-Pastiche
Das erste bekannte Sherlock-Holmes-Pastiche ist die Erzählung The case of the man who was wanted. 1942 wurde die Geschichte in Doyles Nachlass entdeckt und als echte Sherlock-Holmes-Geschichte 1947 im The Strand-Magazin veröffentlicht. Doyles Biograph Hesketh Pearson und der Doyle-Estate wiesen in der Folge darauf hin, dass die Geschichte von Arthur Whitaker stammt und bereits um 1914 entstand. Whitaker sandte die Geschichte an Doyle, in der Hoffnung, dass der Autor die Idee für eine seiner eigenen Erzählungen verwenden könne. Doyle machte jedoch keinen Gebrauch von der Vorlage. 1902 hatte Mark Twain bereits die Novelle A Double Barrelled Detective Story veröffentlicht, diese ist jedoch eine reine Satire auf Doyles Werk und ähnliche viktorianische Detektivgeschichten und verwendet keine Charaktere der Originalgeschichten. 1906 erschien im Simplicissimus eine Sherlock-Holmes-Erzählung von Ludwig Thoma mit dem Titel Der Münzdiebstahl oder Sherlock Holmes in München, welcher 1916 die anonym erschienene Erzählung Der vergiftete Museumsleiter oder der Schlag auf den Hinterkopf folgte.

### „Verlorene Fälle“
„Verlorene Fälle“ sind in den Originalgeschichten von Doyle am Rande erwähnte Abenteuer, die Dr. Watson aufzeichnete, aber aus verschiedensten Gründen nicht veröffentlichte (aus Diskretion, um der Staatsraison willen, um eine Massenpanik zu vermeiden usw.), beispielsweise die Geschichten der Riesenratte von Sumatra und eines der Wissenschaft völlig unbekannten Wurmes, der rätselhafte Tod des Bankiers Crosby, der wahnsinnig gewordene Journalist und Duellant Isadore Persano, das Verschwinden von Mr. James Philimore. Hier tritt das bekannte Zweigespann wie in Doyles Geschichten auf.
Zu den „verlorenen Fällen“ gibt es Romane und Kurzgeschichten. Holmes rettet beispielsweise London vor der Pest (Der Mann des Schreckens), macht Bekanntschaft mit dem Beginn des organisierten Verbrechens (Die violette Hand), findet die gestohlenen Kronjuwelen der verstorbenen Königin Victoria (Sherlock Holmes und die Kronjuwelen) oder lüftet das Geheimnis um das Ungeheuer von Loch Ness (Das Privatleben des Sherlock Holmes). Bisweilen werden auch nur einzelne Elemente aus den Originalgeschichten literarisch verwertet, wie der Hinweis von Watson (in der Originalgeschichte Die sechs Napoleons), Holmes habe einen Fall mit dem Messen der Tiefe der in die Butter eingesunkenen Petersilie gelöst. Er wird in der Geschichte Die bettlägerige Dame von Claire Griffin 2003 verwendet.

### Geschichten aus der Jugendzeit
Des Weiteren gibt es Geschichten aus der Jugendzeit des großen Detektivs, als er Dr. Watson noch nicht begegnet war und der demnach (im Gegensatz zum Bruder Mycroft) nicht dabei ist. Hierzu zählen die acht Jugendromane von Andrew Lane. In dem Film „Das Geheimnis des verborgenen Tempels“ (OT: Young Sherlock Holmes) begegnet ein junger Sherlock Holmes einem jungen John Watson, was allerdings mit der Vorgabe der Originalwerke bricht, da in Eine Studie in Scharlachrot Watson erzählt, dass er Holmes noch nie zuvor getroffen habe.

### Geschichten aus dem Exil
In den drei Jahren zwischen den Ereignissen an den Reichenbachfällen (Das letzte Problem) und seiner Rückkehr nach London (Das leere Haus) lebte Holmes inkognito teilweise in Tibet, teilweise auf dem europäischen Kontinent. Die Erlebnisse in dieser Zeit, in der Holmes den Decknamen Sigerson trug, wurden u. a. von Jamyang Norbu in dem 2004 in deutscher Übersetzung erschienenen Roman Das Mandala des Dalai Lama (Originaltitel: The Mandala of Sherlock Holmes: The Adventures of the Great Detective in India and Tibet) sowie von Richard Wincoe (Sherlock Holmes in Tibet) und Franziska Franke (mehrere Romane mit einem anderen Adlatus namens David Tristram) umgesetzt.

### Geschichten um den älteren Holmes
Diese Geschichten spielen in der Zeit, in der Sherlock Holmes sich laut Watson zum Bienenzüchten nach Sussex zurückgezogen hat. In diese Kategorie gehören die drei Romane von Henry Fitzgerald Heard: Hier wird der „Mr Mycroft“ genannte Holmes von einem Sydney Silchester begleitet. In der Pastiche-Reihe von Laurie R. King löst der gealterte Sherlock Holmes weitere Fälle mit seiner jüngeren Geliebten Mary Russell, einer jungen Frau, die ihm ebenbürtig ist und die er, nachdem er sie zur Detektivin ausgebildet hat, ehelicht.
In Michael Chabons The Final Solution (deutsch: Das letzte Rätsel) beschäftigt sich der 89-jährige Detektiv mit dem Rätsel um einen verschwundenen Papagei. Der im Jahr 1947 spielende Roman A slight Trick of the Mind (Mitch Cullen, 2005) mit einem 93-jährigen bienenzüchtenden Ruheständler wurde 2015 mit Ian McKellen unter dem Titel Mr. Holmes verfilmt.

### Geschichten zu Holmes’ Weggefährten
Die Weggefährten von Sherlock Holmes, Dr. Watson und Mrs. Hudson, stehen im Zentrum einer weiteren Kategorie (z. B. Stephen King: Watsons Fall; Sydney Hosier: Kein Fall für Mr. Holmes), ebenso die „Baker Street Irregulars“, Holmes Bande junger Leute aus der sozialen Unterschicht, die für ihn Spitzel- und Botendienste leisten (die Fernsehserie Auf den Spuren von Sherlock Holmes, 1983). In weiteren Erzählungen stehen auch die Sherlock-Holmes-Gesellschaften im Mittelpunkt, wie beispielsweise die amerikanischen Baker Street Irregulars in „Treffpunkt: Baker Street“ (OT: The Case of the Baker Street Irregulars, 1940) von Anthony Boucher oder die deutschen Von Herder Airguns Ltd. in Thorsten C. Dickels Der Fall der Fälle.
Ein „besonderer“ Weggefährte in zahlreichen Pastiches ist Professor Moriarty, der geheimnisvolle „Napoleon des Verbrechens“. So handelt beispielsweise das Buch von Anthony Horowitz namens Moriarty von einem Toten am Fuß der Reichenbachfälle, bei dem eine verschlüsselte Nachricht an Moriarty gefunden wird.
Nur "indirekte" Weggefährten betreffen Geschichten um andere Detektive, die zwar nicht mit Sherlock Holmes zusammentreffen, aber im gleichen "Universum" stattfinden, was man daran sieht, dass Mr. Holmes im Laufe der Handlung Erwähnung findet, manchmal eher sympathisch als Kollege, manchmal eher unsympathisch als Konkurrent. In die erste Kategorie fallen die Geschichten von Stefan Winges (der auch Sherlock-Holmes-Pastiches verfasst hat) über den Kölner Privatdetektiv Marius van Larken und seinen Gefährten, den ehemaligen Militärarzt Dr. Möring (Titel: "Ein drei Tassen-Problem", "Mord im Afrika-Klub" und "Süßes Alibi"). In die zweite Kategorie die Geschichten von Mick Finlay um William Arrowood (Titel: "In den Gassen von London", "Die Mördergrube"), einen erfolglosen Privatdetektiv, der Holmes seine Erfolge, seine Publicity und seine Einkünfte neidet.

### Sherlock Holmes und Sigmund Freud
Ein Sonderfall ist die Geschichte von Nicholas Meyer Sherlock Holmes und der Fall Sigmund Freud (OT: The seven percent solution), die 1976 unter dem Titel Kein Koks für Sherlock Holmes verfilmt wurde. Hier wird die Geschichte um Professor Moriarty Das letzte Problem (OT: The Final Problem), die mit dem Kampf an den Reichenbachfällen endet, neu erzählt. Holmes Kokainkonsum, der bei Doyle nur in Zeiten der Langeweile vorkommt, wird hier zu einer Kokainsucht. Professor Moriarty ist in der Neuerzählung nicht der „Napoleon des Verbrechens“, sondern der frühere Privatlehrer der Familie Holmes und trägt die Schuld am Tode von Holmes Mutter, mit der er ein Verhältnis hatte. Holmes selbst leidet an diesen nie verarbeiteten Kindheitserlebnissen und flüchtet mit Hilfe des Kokains in Wahnvorstellungen von einem Superkriminellen. Watson und Mycroft Holmes gelingt es, Holmes auf der Spur des vermeintlich flüchtigen Moriartys nach Wien in die Praxis Sigmund Freuds zu locken, der ihn von der Sucht befreit und Holmes psychoanalytisch behandelt. Nebenbei löst Holmes in der österreichischen Hauptstadt einen Fall. Am Ende, als Watson ihn fragt, wie er diese Geschichte veröffentlichen solle, erwidert Holmes, dass Watson über seinen Tod im Kampf mit Moriarty schreiben solle, damit der Detektiv einige Zeit Ruhe vor der Öffentlichkeit habe.
Ein Essay von Michael Shepherd (in Deutschland ebenfalls unter dem Titel Sherlock Holmes und der Fall Sigmund Freud erschienen) beleuchtet die Gemeinsamkeiten zwischen der kriminalistischen Deduktion des Meisterdetektivs und der Methode der Psychoanalyse. Eine andere psychologische Deutung versucht übrigens Michael Dibdin in seinem mit dem Edgar der Criminal Writers of America ausgezeichneten Werk Der letzte Sherlock-Holmes-Roman von 1978. Dort ist Moriarty nicht nur ein Produkt der Einbildungskraft des Detektivs, sondern gleichzeitig Aspekt seiner gespaltenen Persönlichkeit. Watson findet schließlich zu seinem Entsetzen heraus, dass Holmes selbst sowohl der „Napoleon des Verbrechens“ als auch Jack the Ripper ist.
In C. S. Mahrendorffs Roman Und sie rührten an den Schlaf der Welt nimmt der Erzähler Dr. Heydinger, ein Freund und Kollege Sigmund Freuds, – in Anlehnung an Meyers Sherlock Holmes und der Fall Sigmund Freud – eine Psychoanalyse des Detektivs vor und legt so dessen verdrängte Erinnerungen frei.

### Romane um Arthur Conan Doyle
Ein weiterer Sonderfall der Pastiches sind Romane mit dem Autor Arthur Conan Doyle als handelnder Figur.
In Sieben von Mark Frost, (OT: The List of Seven, 1993) wird erzählt, wie Doyle auf die Idee kam, Geschichten um Sherlock Holmes zu schreiben. In dem Roman gerät Doyle in eine obskure tödliche Intrige um eine Todesanbeter-Sekte, die die Rückkehr des Teufels vorbereiten will. Dabei trifft er auf einen Geheimagenten im Dienste von Königin Victoria namens Jack Sparks, der alle körperlichen und geistigen Attribute von Holmes aufweist. In dieser Geschichte finden sich auch der „Napoleon des Verbrechens“ in Person des älteren Bruders von Jack Sparks und der möglicherweise tödliche Kampf an den Reichenbachfällen.
In Oscar Wilde and the Candlelight Murders (2007) von Gyles Brandreth löst Doyle gemeinsam mit seinem Freund Oscar Wilde ein Verbrechen um einen Ritualmord. In dem Kriminalroman "Die Augen der Heather Grace" (2001, deutsch 2014) von David Pirie schlüpft Doyle in die Rolle des Watson für seinen Mentor Dr. Joseph Bell (eine reale Person, die Doyle zu den Holmes-Geschichten inspirierte, hier ist sie allerdings der „echte“ Sherlock Holmes, der der Öffentlichkeit unbekannt bleibt). Fortsetzungen dieser Reihe erschienen in Deutsch unter den Titeln Die Zeichen der Furcht (2002, deutsch 2015) und Die Hexe von Dunwich (2004, deutsch 2015).
Der Roman The Sherlockian von Graham Moore (2010, deutsch: Der Mann, der Sherlock Holmes tötete, 2019) spielt auf zwei Ebenen: Einerseits versucht die Hauptfigur, ein bekennender „Sherlockian“, einen Mord in der Arbeitsweise von Sherlock Holmes aufzuklären. Der Fall ist nach dem wahren Vorfall um den nach wie vor ungeklärten Tod von Richard Lancelyn Green, einem der bedeutendsten Sherlock-Holmes-Forscher des 20. Jahrhunderts, im Jahre 2004 konzipiert. Kernstück des Mordfalls im Roman ist das verschwundene Tagebuch von Arthur Conan Doyle. Die zweite Ebene des Romans beschreibt eben die (fiktiven) Vorfälle und Handlungen Doyles, die angeblich in diesem Tagebuchband enthalten sind: Doyle versucht gemeinsam mit seinem Freund Bram Stoker eine Mordserie in London im Herbst des Jahres 1900 aufzuklären.

### Science Fiction und Fantasy
Auch in der Science Fiction und Fantasy-Literatur taucht Holmes als Figur auf. Neben einer von Isaac Asimov zusammengestellten Sammlung verschiedener Kurzgeschichten (Mit Sherlock Holmes durch Zeit und Raum) tritt Holmes in dem Buch von Poul Anderson Die Chroniken der Zeitpatrouille auf, sowie in der Kurzgeschichte von M. Wellmann (Sherlock Holmes vs. Mars), in der die Invasion der Marsbewohner, die H. G. Wells in Der Krieg der Welten schildert, aus der Sicht des Detektives erzählt wird. Tatsächliche Unsterblichkeit erringt Holmes in einer der von Asimov gesammelten Kurzgeschichten (Mack Reynolds: Das Abenteuer mit dem Außerirdischen), in der er im greisen Alter für die die Erde beobachtenden Aliens unentbehrlich wird.
Als fiktive literarische Figuren treten Sherlock Holmes – und vor allem sein Widersacher Dr. Moriarty – auch in mehreren Folgen der Serie Star Trek auf, wobei der Androide Mr. Data in die Rolle des Sherlock Homes schlüpft. Ein indirekter Zusammenhang besteht auch zwischen Sherlock Holmes und dem Halb-Vulkanier Mr. Spock aus der ersten Star-Trek-Serie. Im Spielfilm „The Undiscovered Country“ sagt Spock: „An ancestor of mine maintained that if you eliminate the impossible, whatever remains, however improbable, must be the truth.“ Dieses Zitat stammt von Sherlock Holmes, was impliziert, dass Spocks Mutter, die ein Mensch ist, eine Nachfahrin von Sherlock Holmes ist.
Eine weitere Entwicklung ist die Kombination der Figuren aus dem Sherlock-Holmes-Kanon mit der Welt des Howard Phillips Lovecraft, etwa in der von Michael Reaves und John Pelan herausgegebenen Anthologie Schatten über Baker Street (OT: Shadows over Baker Street). In fast zwanzig Geschichten tritt Holmes gegen Cthulhu und andere mystische Wesen aus Lovecrafts Werken an. Auch in den so genannten Virgin New Adventures der Serie Doctor Who tritt Sherlock Holmes in einem Roman, All Consuming Fire, auf, das sich ebenfalls mit dem Lovecraft-Mythos beschäftigt.

### Groschenheft
Im Berliner Verlagshaus für Volksliteratur und Kunst erschienen zwischen 1907 und 1911 insgesamt 230 Groschenhefte mit Pastiche-Geschichten. Bis zum Heft 10 lautete der Titel der Reihe Detektiv Sherlock Holmes und seine weltberühmten Abenteuer, dieser Titel musste aber aus Lizenzgründen zurückgezogen werden, weil der Robert-Lutz-Verlag, der die Rechte an den Übersetzungen der Originalstories besaß, erfolgreich geklagt hatte. Ab Heft 11 lautete der Titel Aus den Geheimakten des Weltdetektivs. Dennoch durften die Hefte mit einem typischen Porträt des Titelhelden auf dem Umschlag erscheinen. Holmes hat hier nicht Dr. Watson, sondern einen Gehilfen namens Harry Taxon als Begleiter. Diese Änderung erfolgte nicht aus urheberrechtlichen Gründen. Dennoch hat Watson in einigen Heften Kurzauftritte (z. B. Heft 6). Die Erzählungen umfassten 32 doppelspaltige Seiten.
Weitere Heftromanreihen folgten 1925 (Harry Taxon und sein Meister) und 1929/1930 (Der Welt-Detektiv), letztere Serie nun nur noch kleinformatig mit kürzeren Texten und einem neuen Assistenten.

### Comic
Von Holmes inspiriert ist die Comic-Figur des Nick Knatterton. Deren Schöpfer Manfred Schmidt wollte nach eigenen Aussagen zwar die amerikanischen Superman-Geschichten parodieren, Aussehen und Vorgehensweise seines Detektivhelden erinnern aber an den Holmes, wie er vornehmlich in deutschen Verfilmungen zu sehen war.
In Anlehnung an Sherlock Holmes wurde auch Conan Edogawa, der Titelcharakter der Manga-Krimi-Serie Detektiv Conan von Gosho Aoyama, geschaffen. So ist Conan nicht nur mit fast allen positiven Eigenschaften seines Vorbilds Holmes gesegnet, er zitiert diesen auch häufig und gerne. Nicht zuletzt stammt der Name Conan vom Holmes-Autor Arthur Conan Doyle.
Unter den Titeln Abschied von der Baker Street, Der Schatten des Zweifels und Die Frau von Scutari haben Luc Brunschwig (Autor) und Christophe Cecil (Illustrator) eine dreiteilige Graphic Novel um Sherlock Holmes konzipiert. Die Originalausgabe in französischer Sprache erschien 2008, der erste Teil wurde 2013 ins Deutsche übersetzt ISBN 978-3-941087-51-4. 2014 erschien Teil 2 auf Deutsch ISBN 978-3-942787-02-4, Teil 3 ISBN 978-3-942787-35-2 ist 2015 erschienen.

## Pastiche im Auftrag des Conan Doyle Estate
Das Geheimnis des weißen Bandes (OT: The House of Silk), ein 2011 erschienener Roman von Anthony Horowitz, ist der erste Pastiche, der vom Conan Doyle Estate in Auftrag gegeben und inhaltlich genehmigt wurde.

## Sonstige Belletristik
Umberto Eco lässt in seinem Mittelalter-Krimi Der Name der Rose einen scheinbar völlig unzeitgemäßen Mönch ermitteln: Dieser stammt aus England, er stützt sich ausschließlich auf systematische Beobachtungen und logische Deduktionen, wobei er mehrfach dadurch überrascht, dass er durch Beobachtung scheinbar unwichtiger Details komplexe Abläufe korrekt rekonstruiert. Sein Name ist William von Baskerville, eine Referenz einerseits auf den Denker William von Ockham und gleichzeitig auf Sherlock Holmes durch die Anspielung auf den Hund von Baskerville. Sein Adlatus heißt Adson (von Melk), die stete Formulierung „mein lieber Adson“ parodiert „mein lieber Watson“.

## Sonderfall: Parodien
Geschichten, die man als „Sherlock-Holmes-Hasser-Geschichten“ bezeichnen kann, sind eine weitere Kategorie. Sie sind nicht als Pastiches, sondern eher als Parodien zu betrachten. Begonnen hatte dies mit der Geschichte Mark Twains (A double barelled detective Story) bereits im Jahre 1902. Neben den bereits erwähnten Arsène-Lupin-Geschichten sind vor allem die insgesamt 16 Bände um den ewig als Trottel kritisierten Scotland-Yard-Inspektor Sholto Lestrade von Meirion J. Trow zu erwähnen. Hier ist Lestrade der Held, während Sherlock Holmes, der in einem Wahnanfall an den Reichenbachfällen stirbt, ein völlig wirrer, sich selbst überschätzender Laie ist, der die polizeilichen Ermittlungen bestenfalls stört und von Watson völlig kritiklos vergöttert wird.

## Film und Fernsehen

### Film
- Der erste Film, in dem Sherlock Holmes auftritt, war zugleich ein Pastiche-Film: Der Stummfilm Sherlock Holmes Baffled von 1900 lässt Sherlock Holmes versuchen, einen flinken Einbrecher zu fangen, der sich scheinbar in Luft auflösen kann. Der Film hat außer der Figur Sherlock Holmes keinen Bezug auf Doyles Werke.
- Der deutsche Spielfilm Der Mann, der Sherlock Holmes war (Regie: Karl Hartl, Drehbuch: R. A. Stemmle) von 1937 spielt mit der Legende, dass Sherlock Holmes tatsächlich existiert habe. Hans Albers und Heinz Rühmann spielen den erfolglosen Privatdetektiv Morris Flynn und seinen Assistenten, die aufgrund ihrer Verkleidung für das berühmte Detektivduo gehalten und mit einem Fall beauftragt werden. Im Film tritt auch der sieben Jahre zuvor verstorbene Autor Arthur Conan Doyle auf, der, amüsiert über die Ereignisse, auf eine Anzeige wegen Betrugs verzichtet. Aus dem Film bekannt ist der Schlager Jawohl, meine Herr'n von Hans Sommer. Ein auf dem Drehbuch basierender Roman Stemmles erschien 1978 als Hardcover und 1981 als Taschenbuch.
- 1962 spielte Christopher Lee Sherlock Holmes in der deutsch-englischen Produktion Sherlock Holmes und das Halsband des Todes, eine Pastiche-Geschichte im Stil der damals populären Edgar-Wallace-Verfilmungen.
- Billy Wilder nahm sich 1970 des Themas in seinem Spielfilm Das Privatleben des Sherlock Holmes an. Holmes wurde gespielt von Robert Stephens, Dr. Watson von Colin Blakely.
- 1976 wurde der Roman von Nicholas Meyer über Sherlock Holmes und Sigmund Freud unter dem Titel Kein Koks für Sherlock Holmes (engl.: The Seven-Per-Cent-Solution) mit Nicol Williamson als Sherlock Holmes, Robert Duvall als Dr. Watson, Laurence Olivier als Professor Moriarty und Alan Arkin als Sigmund Freud verfilmt.
- Ebenfalls 1976 entstand der prominent besetzte Fernsehfilm Sherlock Holmes in New York mit Roger Moore als Sherlock Holmes, Patrick Macnee als Dr. Watson, Charlotte Rampling als Irene Adler und John Huston als Professor Moriarty. Das Drehbuch wurde von Alvin Sapinsley geschrieben.
- 1985 entstand Das Geheimnis des verborgenen Tempels (Young Sherlock Holmes), eine Pastiche-Geschichte um das erste Abenteuer von Watson und Holmes als Internatsschüler in London.
- 1986 veröffentlichten die Walt-Disney-Studios Basil, der große Mäusedetektiv, einen Zeichentrickfilm, der die Geschichten des Sherlock Holmes in eine Welt der Nagetiere verlegt, mit den Stimmen u. a. von Barrie Ingham als Basil und Vincent Price als Professor Rattenzahn. Der Name Basil spielt auf den bekannten Sherlock-Holmes-Darsteller Basil Rathbone an.
- In Genie und Schnauze (Without A Clue, 1988) spielt Ben Kingsley den Krimiautor Dr. Watson, der einen abgehalfterten Schauspieler, Michael Caine, engagiert, um von ihm seine fiktive Figur Sherlock Holmes in der Öffentlichkeit darstellen zu lassen.
- In der US-amerikanischen Filmproduktion Sherlock Holmes (2009) unter der Regie von Guy Ritchie spielt die Titelrolle der US-amerikanische Schauspieler Robert Downey Jr., die Rolle des Watson der Brite Jude Law. Sherlock Holmes wird in dem Film als Actionheld, Irene Adler aus A Scandal in Bohemia (dt.: Ein Skandal in Böhmen) als seine Geliebte dargestellt. Die Geschichte wurde in Sherlock Holmes: Spiel im Schatten aus dem Jahr 2011 fortgesetzt, bei dem es sich um einen weiteren Pastiche-Film handelt, in dem Elemente aus der Erzählung „Sein letzter Fall“ (OT: “The Final Problem”) aufgegriffen werden.
- Ian McKellen porträtiert einen gealterten Holmes in dem von Bill Condon inszenierten Film Mr. Holmes, der auf dem Roman A Slight Trick of the Mind von 2015 basiert.
- In Holmes & Watson (2018) bringt Regisseur Etan Cohen Will Ferrell (Holmes), neben John C. Reilly (Watson) und Ralph Fiennes (Moriarty) auf die Leinwand. Er soll ein Mordkomplott gegen Königin Viktoria vereiteln.
- Enola Holmes lässt die Brüder Holmes als Nebenfiguren agieren während die Handlung von deren jugendlichen Schwester Enola getragen wird.

### Fernsehproduktionen
- Die US-amerikanische Krimiserie Magnum um den Privatdetektiv Thomas Magnum parodiert in verschiedenen Folgen auch klassische Figuren der Kriminalliteratur, unter ihnen befindet sich mit Holmes Is Where the Heart Is (Staffel 4, Episode 18) auch eine Sherlock-Holmes-Parodie.
- Die Geschichten um Sherlock Holmes stehen als Holodeck-Romane im Zentrum zweier Folgen von Raumschiff Enterprise – Das nächste Jahrhundert. Hier verkörpert der Androide Data Sherlock Holmes, Geordi LaForge Dr. Watson. Es handelt sich um die Serienfolgen 29 (Sherlock Data Holmes/Elementary, Dear Data!) und 138 (Das Schiff in der Flasche/Ship In A Bottle). In beiden Folgen verkörpert Daniel Davis den Professor Moriarty, der dort eine vom Computer erzeugte künstliche Holodeck-Lebensform ist und zum Gegenspieler des Raumschiff-Captains Picard wird.
- In der über vier Staffeln laufenden kanadischen Jugendserie Die Fälle der Shirley Holmes (The Adventures of Shirley Holmes) aus den Jahren 1996 bis 1999 spielte Meredith Henderson die Urgroßnichte von Sherlock Holmes, welche in die Fußstapfen ihres Vorfahren tritt.
- 2004 spielte Rupert Everett Sherlock Holmes in der BBC-Verfilmung Sherlock Holmes – Der Seidenstrumpfmörder.
- Die Hauptfigur Dr. Gregory House der seit 2004 ausgestrahlten US-Serie Dr. House soll laut dem Schöpfer der Serie, David Shore, an Sherlock Homes erinnern. Dabei gibt es mehrere charakterliche Parallelen, siehe: Dr. House: Parallelen zu Sherlock Holmes.
- Seit 2010 strahlt die BBC eine neue Serie mit dem Titel Sherlock aus. In den 90-minütigen Episoden spielen Benedict Cumberbatch als Holmes und Martin Freeman als Dr. Watson. Entwickelt wurde die Serie von den Doctor-Who-Autoren Steven Moffat und Mark Gatiss. Die Handlung wurde vom viktorianischen London in die Gegenwart verlegt.
- Seit 2012 strahlt CBS eine Serie mit dem Titel Elementary aus. Der Titel ist eine Anspielung auf die bekannte mit Sherlock Holmes assoziierte Redewendung „Elementary, my dear Watson“, die sich jedoch in dieser Form in keinem der Werke von Conan Doyle findet. Die Serie spielt im heutigen New York, dort arbeitet der nach einer Behandlung wegen Drogensucht von London nach New York übergesiedelte Sherlock Holmes (Jonny Lee Miller) als ein privater Berater der New Yorker Kriminalpolizei. Unterstützt wird er dabei von der Ärztin Dr. Joan Watson (Lucy Liu), die von seinem Vater eingestellt worden ist, um seinen möglichen Rückfall in die Drogensucht zu verhindern.

## Werkliste (Auswahl)
Hier eine Auswahl von Pastiches bekannter Autoren und verfilmter Pastiches:
(soweit ins Deutsche übersetzt, sind die deutschen Titel in Klammern erwähnt)
Poul Anderson: The Time Patrol, (Die Chroniken der Zeitpatrouille), 1991
Alan Arnold: Young Sherlock Holmes, (Das Geheimnis des verborgenen Tempels), 1985, ISBN 3-404-13059-6
Mike Ashley: The Mammoth Book of New Sherlock Holmes Stories (Sherlock Holmes und der Fluch von Addleton), Kurzgeschichtensammlung diverser Autoren, 2003, ISBN 3-404-14916-5
Isaac Asimov: Sherlock Holmes through time and space, 1984 (Mit Sherlock Holmes durch Zeit und Raum), SF-Kurzgeschichtensammlung verschiedener Autoren, 1987
Martin Baresch: Sherlock Holmes und die Mordakte Watson, E-Book, 2014, ISBN 978-3-944561-28-8
Martin Baresch: Sherlock Holmes – Narbenseele, E-Book, 2014
Martin Baresch: Sherlock Holmes – Die geheimen Kriminalfälle, E-Book, 2014
Rick Boyer: The giant rat of Sumatra, (Die Riesenratte von Sumatra), 1976, ISBN 3-421-01892-8
Luc Brunschwig (Text), Cécil (Ill.): Holmes (1854/†1891?) Graphic Novel, Verlagshaus Jacoby & Stuart, Berlin.
(1) Abschied von der Baker Street, 2013, ISBN 978-3-941087-51-4
(2) Der Schatten des Zweifels, 2014, ISBN 978-3-942787-02-4
(3) Die Frau von Scutari, 2015, ISBN 978-3-942787-35-2
Caleb Carr: The Italian Secretary, (Das Blut der Schande), 2005, ISBN 3-453-40457-2
John Dickson Carr, Adrian Conan Doyle: The Exploits of Sherlock Holmes, (Sherlock Holmes Nachlass 1 & 2), Kurzgeschichtensammlung, 1954
Michael Chabon: The Final Solution, (Das letzte Rätsel), 2004, ISBN 3-462-03626-2.
August Derleth: The adventures of Solar Pons, 1945
Colin Dexter: Morse´s Greatest Mystery, (Ihr Fall, Inspector Morse – Eine falsche Identität), 1993, ISBN 3-499-43148-3
Michael Dibdin: The last Sherlock Holmes Story, (Der letzte Sherlock-Holmes-Roman), 1978
Philip José Farmer: The adventure of the peerless peer, 1974
Robert L. Fish: The incredible Schlock Holmes, 1966
Mark Frost: The List of Seven, (Sieben), 1993, ISBN 3-453-87878-7
John Edmund Gardner: The return of Moriarty, 1974
Martin Harry Greenberg, Carol-Lynn Rössel-Waugh (Hrsg.): The new adventures of Sherlock Holmes, (Die neuen Abenteuer des Sherlock Holmes), Kurzgeschichtensammlung, 1986, ISBN 3-404-28178-0
Michael Hardwick: The private life of Sherlock Holmes, (Sherlock Holmes Privatleben), 1970 (verfilmt von Billy Wilder)
Jörg Kastner: Dr. Watson und der Fall Sherlock Holmes, 1994, ISBN 3-928598-22-8
Jörg Kastner: Sherlock Holmes und der Schrecken von Sumatra, 1997, ISBN 3-910079-40-7
Laurie R. King: The beekeeper`s apprentice, (Die Gehilfin des Bienenzüchters), 1994
Stephen King: “The doctor's case”, („Der Fall des Doktors“), in: Nightmares and Dreamscapes, (Alpträume), 1993, ISBN 3-453-50338-4
Michael Kurland: The infernal device, 1978
Maurice Leblanc: Arsene Lupin contre Herlock Sholmes, (Arsene Lupin kontra Herlock Sholmes); 1964, ISBN 3-257-21026-4
Alexis Lecaye: Einstein et Sherlock Holmes, (Einstein und Sherlock Holmes); 1993, ISBN 3-596-12017-9
Brian D. McCredie: The Bee-Keeper's Tale. Mr Holmes' Curious Odyssey, 2013
Nicholas Meyer: The Seven-per-cent-Solution, (Sherlock Holmes und der Fall Sigmund Freud), 1974, ISBN 3-404-13648-9, verfilmt unter dem Titel: „Kein Koks für Sherlock Holmes“
Thomas Ostwald: Sherlock Holmes (6 Romane), 1983
Anne Perry: Die Mitternachtsglocke, Das Weihnachtsgeschenk, Kurzgeschichten in: Die letzte Königin
Ellery Queen: The missadventures of Sherlock Holmes, 1944
Fred Saberhagen: The Holmes-Dracula File, 1978
Robert Adolf Stemmle: Der Mann, der Sherlock Holmes war, 1937, ISBN 3-359-00856-1 (verfilmt mit Hans Albers und Heinz Rühmann)
Ludwig Thoma: Der Münzdiebstahl oder Sherlock Holmes in München, 1906
Gerhard Tötschinger: Sherlock Holmes und das Geheimnis der Sachertorte, 1988, ISBN 3-7844-2205-5
Larry Townsend: The sexual adventures of Sherlock Holmes, (Heiße Fälle für Sherlock Holmes), 1993
Meirion James Trow: The adventures of Inspektor Lestrade, (Lestrade und die Struwwelpeter-Morde), 1985, ISBN 3-499-42952-7
Mark Twain: A double barrelled detective story, 1902
Arthur Whitaker: The case of the man who was wanted, 1914